# Аллохтоны
Аллохто́ны (от др.-греч. ἄλλος — «другой» и χθών — «земля», то есть происходящий из другой местности) — виды (роды, семейства) организмов, проникшие в данную местность при расселении (миграции) из места, где они возникли в процессе эволюции. Так, североамериканский опоссум — аллохтон Северной Америки, так как расселился сюда из Южной Америки. Противоположное понятие — автохтоны.